# Großer Preis von Italien 1985
Der Große Preis von Italien 1985 (offiziell LVI Gran Premio d’Italia) fand am 8. September auf dem Autodromo Nazionale di Monza in Monza statt und war das zwölfte Rennen der Formel-1-Weltmeisterschaft 1985.

## Berichte

### Hintergrund
An dem Wochenende, welches zwischen dem Großen Preis der Niederlande und dem zwölften WM-Lauf in Monza lag, nahm Stefan Bellof gemeinsam mit Thierry Boutsen für Porsche an einem Lauf zur Sportwagen-Weltmeisterschaft im belgischen Spa-Francorchamps teil. In der berühmten Eau Rouge-Kurve kollidierte er mit dem Wagen von Jacky Ickx und verunglückte tödlich. Sein Platz bei Tyrrell wurde daraufhin zunächst nicht neu besetzt. Während desselben Rennens war zuvor Jonathan Palmer ebenfalls am Steuer eines Porsche schwer verunglückt und hatte einen Beinbruch davongetragen. Das Team Zakspeed nahm daraufhin nicht am Italien-GP teil.
Der von Teamchef Guy Ligier entlassene Andrea de Cesaris wurde durch Philippe Streiff ersetzt. Mit dem Team Haas (USA) trat ein neuer, von dem US-Amerikaner Carl Haas gegründeter Rennstall erstmals an. Der Weltmeister des Jahres 1980, Alan Jones, kehrte am Steuer des mit Beteiligung von Lola entwickelten Wagens in die Formel 1 zurück.

### Training
Ayrton Senna sicherte sich im Lotus 97T die Pole-Position vor den beiden Williams-Piloten Keke Rosberg und Nigel Mansell. Nelson Piquet qualifizierte sich für den vierten Startplatz vor Alain Prost und Elio de Angelis.

### Rennen
Bereits während der ersten Runde zogen beide Williams-Piloten an Senna vorbei und bildeten somit eine Doppelführung für das Team. Prost überholte Senna in der dritten Runde ebenfalls und gelangte kurz darauf auf den zweiten Rang, da Mansell aufgrund eines Elektronikdefektes einen Boxenstopp einlegen musste, der ihn annähernd zwei Runden zurückwarf.
In der 17. Runde wurde de Angelis, der seinen Teamkollegen Senna in der fünften Runde überholt hatte, durch Niki Lauda vom dritten Platz verdrängt. Als dieser in Runde 26 aufgrund eines beschädigten Frontflügels die Box ansteuern musste, erhielt de Angelis die Position zunächst zurück, wurde jedoch wenig später von Senna überholt. Auch an der Spitze wechselten die Positionen mehrfach zwischen Rosberg und Prost, unter anderem durch einen Boxenstopp des Williams-Piloten. Ein Motorschaden an Rosbergs Wagen brachte Prost in Runde 45 endgültig an die Spitze. Er siegte vor Piquet, Senna und Surer. Stefan Johansson wurde aufgrund seiner zurückgelegten Distanz als Fünfter vor de Angelis gewertet, obwohl er in der vorletzten Runde aufgrund von Kraftstoffmangel ausgefallen war.

## Meldeliste
| Team                           | Nr. | Fahrer             | Chassis          | Motor                         | Reifen |
| ------------------------------ | --- | ------------------ | ---------------- | ----------------------------- | ------ |
| Marlboro McLaren International | 01  | Niki Lauda         | McLaren MP4/2B   | TAG/Porsche TTE PO1 1.5 V6t   | G      |
| Marlboro McLaren International | 02  | Alain Prost        | McLaren MP4/2B   | TAG/Porsche TTE PO1 1.5 V6t   | G      |
| Tyrrell Racing Organisation    | 03  | Martin Brundle     | Tyrrell 014      | Renault EF4B 1.5 V6t          | G      |
| Canon Williams Honda Team      | 05  | Nigel Mansell      | Williams FW10    | Honda RA163-E 1.5 V6t         | G      |
| Canon Williams Honda Team      | 06  | Keke Rosberg       | Williams FW10    | Honda RA163-E 1.5 V6t         | G      |
| Motor Racing Developments      | 07  | Nelson Piquet      | Brabham BT54     | BMW M12/13 1.5 L4t            | P      |
| Motor Racing Developments      | 08  | Marc Surer         | Brabham BT54     | BMW M12/13 1.5 L4t            | P      |
| Skoal Bandit Formula 1 Team    | 09  | Philippe Alliot    | RAM 03           | Hart 415T 1.5 L4t             | P      |
| Skoal Bandit Formula 1 Team    | 10  | Kenny Acheson      | RAM 03           | Hart 415T 1.5 L4t             | P      |
| John Player Special Team Lotus | 11  | Elio de Angelis    | Lotus 97T        | Renault EF4 1.5 V6t           | G      |
| John Player Special Team Lotus | 12  | Ayrton Senna       | Lotus 97T        | Renault EF4 1.5 V6t           | G      |
| Équipe Renault Elf             | 15  | Patrick Tambay     | Renault RE60B    | Renault EF15 1.5 V6t          | G      |
| Équipe Renault Elf             | 16  | Derek Warwick      | Renault RE60B    | Renault EF15 1.5 V6t          | G      |
| Barclay Arrows BMW             | 17  | Gerhard Berger     | Arrows A8        | BMW M12/13 1.5 L4t            | G      |
| Barclay Arrows BMW             | 18  | Thierry Boutsen    | Arrows A8        | BMW M12/13 1.5 L4t            | G      |
| Toleman Group Motorsport       | 19  | Teo Fabi           | Toleman TG185    | Hart 415T 1.5 L4t             | P      |
| Toleman Group Motorsport       | 20  | Piercarlo Ghinzani | Toleman TG185    | Hart 415T 1.5 L4t             | P      |
| Benetton Team Alfa Romeo       | 22  | Riccardo Patrese   | Alfa Romeo 184TB | Alfa Romeo 890T 1.5 V8t       | G      |
| Benetton Team Alfa Romeo       | 23  | Eddie Cheever      | Alfa Romeo 184TB | Alfa Romeo 890T 1.5 V8t       | G      |
| Osella Squadra Corse           | 24  | Huub Rothengatter  | Osella FA1G      | Alfa Romeo 890T 1.5 V8t       | P      |
| Équipe Ligier                  | 25  | Philippe Streiff   | Ligier JS25      | Renault EF4B 1.5 V6t          | P      |
| Équipe Ligier                  | 26  | Jacques Laffite    | Ligier JS25      | Renault EF4B 1.5 V6t          | P      |
| Scuderia Ferrari SpA SEFAC     | 27  | Michele Alboreto   | Ferrari 156/85   | Ferrari 031 1.5 V6t           | G      |
| Scuderia Ferrari SpA SEFAC     | 28  | Stefan Johansson   | Ferrari 156/85   | Ferrari 031 1.5 V6t           | G      |
| Minardi F1 Team                | 29  | Pierluigi Martini  | Minardi M185     | Motori Moderni 615-90 1.5 V6t | P      |
| Team Haas (USA) Ltd            | 33  | Alan Jones         | Lola THL1        | Hart 415T 1.5 L4t             | G      |

## Klassifikationen

### Qualifying
| Pos. | Fahrer             | Konstrukteur           | Qualifikationstraining 1 | Qualifikationstraining 1 | Qualifikationstraining 2 | Qualifikationstraining 2 | Start |
| Pos. | Fahrer             | Konstrukteur           | Zeit                     | Ø-Geschwindigkeit        | Zeit                     | Ø-Geschwindigkeit        | Start |
| ---- | ------------------ | ---------------------- | ------------------------ | ------------------------ | ------------------------ | ------------------------ | ----- |
| 01   | Ayrton Senna       | Lotus-Renault          | 1:27,009                 | 239,975 km/h             | 1:25,084                 | 245,405 km/h             | 01    |
| 02   | Keke Rosberg       | Williams-Honda         | 1:26,161                 | 242,337 km/h             | 1:25,230                 | 244,984 km/h             | 02    |
| 03   | Nigel Mansell      | Williams-Honda         | 1:26,960                 | 240,110 km/h             | 1:25,486                 | 244,251 km/h             | 03    |
| 04   | Nelson Piquet      | Brabham-BMW            | 1:25,679                 | 243,700 km/h             | 1:25,584                 | 243,971 km/h             | 04    |
| 05   | Alain Prost        | McLaren-TAG-Porsche    | 1:27,576                 | 238,421 km/h             | 1:25,790                 | 243,385 km/h             | 05    |
| 06   | Elio de Angelis    | Lotus-Renault          | 1:27,098                 | 239,730 km/h             | 1:26,044                 | 242,667 km/h             | 06    |
| 07   | Michele Alboreto   | Ferrari                | 1:27,552                 | 238,487 km/h             | 1:26,468                 | 241,477 km/h             | 07    |
| 08   | Patrick Tambay     | Renault                | 1:28,578                 | 235,724 km/h             | 1:27,020                 | 239,945 km/h             | 08    |
| 09   | Marc Surer         | Brabham-BMW            | 1:27,799                 | 237,816 km/h             | 1:27,153                 | 239,579 km/h             | 09    |
| 10   | Stefan Johansson   | Ferrari                | 1:29,011                 | 234,578 km/h             | 1:27,473                 | 238,702 km/h             | 10    |
| 11   | Gerhard Berger     | Arrows-BMW             | 1:27,746                 | 237,960 km/h             | 1:27,723                 | 238,022 km/h             | 11    |
| 12   | Derek Warwick      | Renault                | 1:28,119                 | 236,952 km/h             | 1:28,112                 | 236,971 km/h             | 12    |
| 13   | Riccardo Patrese   | Alfa Romeo             | 1:29,068                 | 234,428 km/h             | 1:28,340                 | 236,360 km/h             | 13    |
| 14   | Thierry Boutsen    | Arrows-BMW             | 1:28,369                 | 236,282 km/h             | 1:28,760                 | 235,241 km/h             | 14    |
| 15   | Teo Fabi           | Toleman-Hart           | 1:29,050                 | 234,475 km/h             | 1:28,386                 | 236,237 km/h             | 15    |
| 16   | Niki Lauda         | McLaren-TAG-Porsche    | 1:28,472                 | 236,007 km/h             | 1:28,949                 | 234,741 km/h             | 16    |
| 17   | Eddie Cheever      | Alfa Romeo             | 1:29,298                 | 233,824 km/h             | 1:28,629                 | 235,589 km/h             | 17    |
| 18   | Martin Brundle     | Tyrrell-Renault        | 1:33,503                 | 223,308 km/h             | 1:28,793                 | 235,154 km/h             | 18    |
| 19   | Philippe Streiff   | Ligier-Renault         | 1:31,727                 | 227,632 km/h             | 1:29,839                 | 232,416 km/h             | 19    |
| 20   | Jacques Laffite    | Ligier-Renault         | 1:30,186                 | 231,522 km/h             | 1:30,376                 | 231,035 km/h             | 20    |
| 21   | Piercarlo Ghinzani | Toleman-Hart           | 1:30,271                 | 231,304 km/h             | 1:31,449                 | 228,324 km/h             | 21    |
| 22   | Huub Rothengatter  | Osella-Alfa Romeo      | 1:33,529                 | 223,246 km/h             | 1:37,664                 | 213,794 km/h             | 22    |
| 23   | Pierluigi Martini  | Minardi-Motori Moderni | 1:35,770                 | 218,022 km/h             | 1:33,981                 | 222,173 km/h             | 23    |
| 24   | Kenny Acheson      | RAM-Hart               | 1:34,919                 | 219,977 km/h             | 1:38,325                 | 212,357 km/h             | 24    |
| 25   | Alan Jones         | Lola-Hart              | 1:34,943                 | 219,921 km/h             | 1:45,823                 | 197,311 km/h             | 25    |
| 26   | Philippe Alliot    | RAM-Hart               | 1:36,221                 | 217,000 km/h             | 1:37,664                 | 213,794 km/h             | 26    |

### Rennen
| Pos. | Fahrer             | Konstrukteur           | Runden | Stopps | Zeit        | Start | Schnellste Runde |
| ---- | ------------------ | ---------------------- | ------ | ------ | ----------- | ----- | ---------------- |
| 01   | Alain Prost        | McLaren-TAG-Porsche    | 51     | 0      | 1:17:59,451 | 05    | 1:29,714         |
| 02   | Nelson Piquet      | Brabham-BMW            | 51     | 1      | + 51,635    | 04    | 1:30,436         |
| 03   | Ayrton Senna       | Lotus-Renault          | 51     | 0      | + 1:00,390  | 01    | 1:31,703         |
| 04   | Marc Surer         | Brabham-BMW            | 51     | 0      | + 1:00,609  | 09    | 1:30,935         |
| 05   | Stefan Johansson   | Ferrari                | 50     | 1      | DNF         | 10    | 1:30,795         |
| 06   | Elio de Angelis    | Lotus-Renault          | 50     | 0      | + 1 Runde   | 06    | 1:31,896         |
| 07   | Patrick Tambay     | Renault                | 50     | 1      | + 1 Runde   | 08    | 1:31,745         |
| 08   | Martin Brundle     | Tyrrell-Renault        | 50     | 0      | + 1 Runde   | 18    | 1:33,418         |
| 09   | Thierry Boutsen    | Arrows-BMW             | 50     | 1      | + 1 Runde   | 14    | 1:32,820         |
| 10   | Philippe Streiff   | Ligier-Renault         | 49     | 0      | + 2 Runden  | 19    | 1:33,575         |
| 11   | Nigel Mansell      | Williams-Honda         | 47     | 2      | DNF         | 03    | 1:28,283         |
| 12   | Teo Fabi           | Toleman-Hart           | 47     | 2      | + 4 Runden  | 15    | 1:33,864         |
| 13   | Michele Alboreto   | Ferrari                | 45     | 1      | DNF         | 07    | 1:30,163         |
| –    | Keke Rosberg       | Williams-Honda         | 44     | 1      | DNF         | 02    | 1:28,421         |
| –    | Jacques Laffite    | Ligier-Renault         | 40     | 0      | DNF         | 20    | 1:32,448         |
| –    | Niki Lauda         | McLaren-TAG-Porsche    | 33     | 1      | DNF         | 16    | 1:29,998         |
| –    | Riccardo Patrese   | Alfa Romeo             | 31     | 1      | DNF         | 13    | 1:34,784         |
| –    | Huub Rothengatter  | Osella-Alfa Romeo      | 26     | 1      | DNF         | 22    | 1:37,585         |
| –    | Philippe Alliot    | RAM-Hart               | 19     | 0      | DNF         | 26    | 1:35,308         |
| –    | Gerhard Berger     | Arrows-BMW             | 13     | 0      | DNF         | 11    | 1:36,425         |
| –    | Derek Warwick      | Renault                | 9      | 0      | DNF         | 12    | 1:33,330         |
| –    | Alan Jones         | Lola-Hart              | 6      | 1      | DNF         | 25    | 1:36,536         |
| –    | Eddie Cheever      | Alfa Romeo             | 3      | 0      | DNF         | 17    | 1:36,311         |
| –    | Kenny Acheson      | RAM-Hart               | 2      | 0      | DNF         | 24    | 2:14,092         |
| –    | Piercarlo Ghinzani | Toleman-Hart           | 0      | 0      | DNF         | 21    | –                |
| –    | Pierluigi Martini  | Minardi-Motori Moderni | 0      | 0      | DNF         | 23    | –                |

## WM-Stände nach dem Rennen
Die ersten sechs des Rennens bekamen 9, 6, 4, 3, 2 bzw. 1 Punkt(e). In der Fahrerwertung wurden die besten elf Resultate, in der Konstrukteurswertung alle Resultate gewertet.

### Fahrerwertung
| Pos. | Fahrer            | Konstrukteur           | Punkte |
| ---- | ----------------- | ---------------------- | ------ |
| 01   | Alain Prost       | McLaren-TAG-Porsche    | 65     |
| 02   | Michele Alboreto  | Ferrari                | 53     |
| 03   | Elio de Angelis   | Lotus-Renault          | 31     |
| 04   | Ayrton Senna      | Lotus-Renault          | 23     |
| 05   | Stefan Johansson  | Ferrari / Tyrrell-Ford | 21     |
| 06   | Nelson Piquet     | Brabham-BMW            | 19     |
| 07   | Keke Rosberg      | Williams-Honda         | 18     |
| 08   | Niki Lauda        | McLaren-TAG-Porsche    | 14     |
| 09   | Patrick Tambay    | Renault                | 11     |
| 10   | Jacques Laffite   | Ligier-Renault         | 10     |
| 11   | Thierry Boutsen   | Arrows-BMW             | 9      |
| 12   | Nigel Mansell     | Williams-Honda         | 7      |
| 13   | Marc Surer        | Brabham-BMW            | 5      |
| 14   | Derek Warwick     | Renault                | 4      |
| 15   | Stefan Bellof †   | Tyrrell-Ford           | 4      |
| 16   | René Arnoux       | Ferrari                | 3      |
| 17   | Andrea de Cesaris | Ligier-Renault         | 3      |

| Pos. | Fahrer               | Konstrukteur                     | Punkte |
| ---- | -------------------- | -------------------------------- | ------ |
| 18   | Martin Brundle       | Tyrrell-Ford                     | 0      |
| 19   | Gerhard Berger       | Arrows-BMW                       | 0      |
| 20   | Eddie Cheever        | Alfa Romeo                       | 0      |
| 21   | Riccardo Patrese     | Alfa Romeo                       | 0      |
| 22   | Piercarlo Ghinzani   | Osella-Alfa Romeo / Toleman-Hart | 0      |
| 23   | Philippe Alliot      | RAM-Hart                         | 0      |
| 24   | Huub Rothengatter    | Osella-Alfa Romeo                | 0      |
| 25   | Philippe Streiff     | Ligier-Renault                   | 0      |
| 26   | Jonathan Palmer      | Zakspeed                         | 0      |
| 27   | Pierluigi Martini    | Minardi-Ford                     | 0      |
| 28   | Manfred Winkelhock † | RAM-Hart                         | 0      |
| 29   | Teo Fabi             | Toleman-Hart                     | 0      |
| –    | François Hesnault    | Brabham-BMW / Renault            | 0      |
| –    | Mauro Baldi          | Spirit-Hart                      | 0      |
| –    | Kenny Acheson        | RAM-Hart                         | 0      |
| –    | Alan Jones           | Lola-Hart                        | 0      |

### Konstrukteurswertung
| Pos. | Konstrukteur        | Punkte |
| ---- | ------------------- | ------ |
| 01   | McLaren-TAG-Porsche | 79     |
| 02   | Ferrari             | 77     |
| 03   | Lotus-Renault       | 54     |
| 04   | Williams-Honda      | 25     |
| 05   | Brabham-BMW         | 24     |
| 06   | Renault             | 15     |
| 07   | Ligier-Renault      | 13     |
| 08   | Arrows-BMW          | 9      |
| 09   | Tyrrell-Ford        | 4      |

| Pos. | Konstrukteur      | Punkte |
| ---- | ----------------- | ------ |
| 10   | Alfa Romeo        | 0      |
| 11   | Osella-Alfa Romeo | 0      |
| 12   | RAM-Hart          | 0      |
| 13   | Zakspeed          | 0      |
| 14   | Minardi-Ford      | 0      |
| 15   | Toleman-Hart      | 0      |
| –    | Spirit-Hart       | 0      |
| –    | Lola-Hart         | 0      |